# Meno male che adesso non c'è Nerone/Parli di preghiere
Meno male che adesso non c'è Nerone/Parli di preghiere è il settimo 45 giri di Edoardo Bennato.

## Il disco
Bennato è l'autore dei testi e delle musiche di entrambi i brani.
Il disco, prodotto da Alessandro Colombini, non ebbe un gran successo di vendite.
Il singolo è molto richiesto dai collezionisti per via del fatto che la canzone sul retro, "Parli di preghiere", è inedita su LP; inoltre "Meno male che adesso non c'è Nerone" presenta un mixaggio leggermente diverso dalla versione pubblicata su LP.
Sull'etichetta e sul retro di copertina è presente la scritta «Questi due brani sono tratti dall'LP SMRL 6149 Io che non sono l'imperatore, di prossima pubblicazione»; probabilmente al momento dell'uscita dell'album (avvenuta tre mesi dopo il singolo) i piani della casa discografica erano cambiati, e "Parli di preghiere" non venne inserita nel 33 giri.

### Meno male che adesso non c'è Nerone
"Meno male che adesso non c'è Nerone" è un brano rock and roll, con in evidenza il pianoforte, suonato da Vince Tempera (unica collaborazione ufficiale del musicista con Bennato) in uno stile molto simile agli standard di Jerry Lee Lewis, stile poi ripreso negli anni da altri suoi colleghi per successivi pezzi del cantautore napoletano. Il testo del brano paragona l'imperatore romano Nerone al potere dei nostri tempi, compiendo alcuni parallelismi (ad esempio i giochi dei gladiatori paragonati alle odierne partite di calcio, con l'obiettivo comune di “distrarre” il popolo «dalle cose serie»).
La canzone fu molto trasmessa nel programma radiofonico Alto gradimento, di Renzo Arbore e Gianni Boncompagni, ed è tuttora un classico nella produzione di Bennato, che l'ha eseguita regolarmente nei suoi concerti. Una versione dal vivo ripresa dalla tournée del 1987 è stata inclusa lo stesso anno nel doppio Edoardo live, mentre una reincisione di studio è uscita nel 2000 sull'album Sembra ieri.

### Parli di preghiere
"Parli di preghiere" è una ballata acustica, quasi interamente accompagnata dalla sola chitarra, con l'ingresso, verso il finale, delle percussioni e del mandoloncello con altri plettri; il testo si scaglia contro i poteri occulti di Chiesa e Stato.
Scartata da ultimo, come detto, dalla tracklist definitiva di Io che non sono l'imperatore, la canzone è rimasta inedita su album fino alla pubblicazione sulla raccolta Le origini nel 1995.

## Musicisti
- Edoardo Bennato - voce, armonica, chitarra a 12 corde
- Vince Tempera - pianoforte
- Shel Shapiro - chitarra elettrica
- Gigi De Rienzo - basso
- Tony Esposito - percussioni
- Eugenio Bennato - plettri
- Lucio Bardi - chitarra acustica